# Krizotil
Krizotil ali beli azbest je najbolj pogosta oblika azbesta, saj je v svetovni porabi udeležen s približno 85%. Je mehak vlaknat silikatni mineral iz serpentinske podskupine filosilikatov in se kot  tak razlikuje od drugih azbestoformnih mineralov iz amfibolske skupine. Njegova idealizirana kemijska formula je Mg3(Si2O5)(OH)4. Njegove fizikalne lastnosti so zaželene zlasti v gradbenih materiali, vendar vdihavanje njegovih drobnih v zraku dispergiranih delcev resno ogroža zdravje.

## Politipi
Politipi so posebna vrsta polimorfov, v katerih se različne kristalne strukture v kompaktnem skladu razlikujejo samo v eni dimenziji. Politipi imajo enako organizirane kristalne ravnine, skladanje ravnin pa je v različnih politipih različno.
Znani so trije politipi krizolita, ki jih je mogoče razlikovati samo z mikroskopiranjem v polarizirani svetlobi. V preteklosti je bilo zato v njihovem sistemiziranju in poimenovanju nekaj zmede, zdaj pa prevladuje mnenje, da gre za naslednje tri politipe krizolita:
| Ime | Kristalni sistem | Tipska lokacija                      | Referenca mindat.org | Parametri celice                            | Referenca kristalne strukture |
| --- | ---------------- | ------------------------------------ | -------------------- | ------------------------------------------- | ----------------------------- |
| Klinokrizotil | monoklinski      | Złoty Stok, Spodnja Šlezija, Poljska | 1071                 | a = 5,3 Å; b = 9,19 Å; c = 14,63 Å; β = 93° | [ 8 ]                         |
| Ortokrizotil | ortorombski      | Okrožje Kadapa, Andra Pradeš, Indija | 3025                 | a = 5,34 Å; b = 9,24 Å; c = 14,2 Å          | [ 9 ]                         |
| Parakrizotil | ortorombski      | -                                    | 3083                 | a = 5,3 Å; b = 9,24 Å; c = 14,71 Å          | [ 10 ]                        |
| Vir: mindat.org. * Złoty Stok in Kadapa sta bila v preteklosti znana kot Reichenstein in Cuddapah. V nekaterih virih še vedno pojavljata ta naziva. |                  |                                      |                      |                                             |                               |

Najbolj pogost politip je klinokrizotil.

## Fizikalne lastnosti
Trdota večine krizotilov je podobna trdoti človeškega nohta, zato se zlahka cepijo v drobne snope vlaken. Naravni snopi so dolgi od nekaj milimetrov do več kot deset centimetrov. V industriji se običajno uporabljajo krizotili s krajšimi snopi vlaken. Premer snopov je od 0,1 do 1 mm. Nekateri so mnogo bolj fini in imajo premer 0,02–0,03 µm. V posameznem  snopu je od nekaj deset so več sto vlaken. Vlakna imajo dovolj veliko trdnost, da se lahko predejo in tkejo. Odporna so na visoke temmperature in so odlični toplotni, električni in zvočni izolatorji.

## Kemijske lastnosti
Idealizirana kemijska formula krizotila je Mg3(Si2O5)(OH)4. Nekaj magnezijevih kationov je lahko zamenjanih z železovimi ali kationi drugih elementov. Mogoče zamenjave za hidroksidne anione so fluoridni, oksidni ali kloridni anioni. Takšne zamenjave so redke.  Soroden, vendar zelo redek, je mineral pekorait, v katerem so vsi magnezijevi kationi  zamenjani z nikljevimi.
Krizotil je odporen proti  močnim bazam, zato je v trdi vodi bolj odporen od portlandskega cementa, ni pa odporen proti kislinam, ki iz minerala selektivno izlužujejo magnezij in  za seboj puščajo kremenčev skelet. Mineral je termično stabilen  do približno 550 °C, potem začne odcepljati vodo. Pri 750 °C je dehidracija popolna. Končni produkti procesa so forsterit (magnezijev silikat), kremen in voda.
Masno bilanco procesa se lehko zapiše z naslednjo enačbo:
{\displaystyle {\ce {{\overset {krizotil\ (serpentin)}{2Mg3Si2O5(OH)4}}-> {\overset {forsterite}{3Mg2SiO4}}+ {\overset {kremen}{SiO2}}+ {\overset {voda}{4H2O}}}}}
Obratna reakcija je hidroliza forsterita (Mg-olivin) v prisotnosti raztopljenega SiO2 (silicijeva kislina).